# 김동철 (1972년)
김동철(1972년 4월 19일 ~ )은 대한민국의 축구 선수이며, 포지션은 수비수이다.